# 영화 예술 과학 아카데미

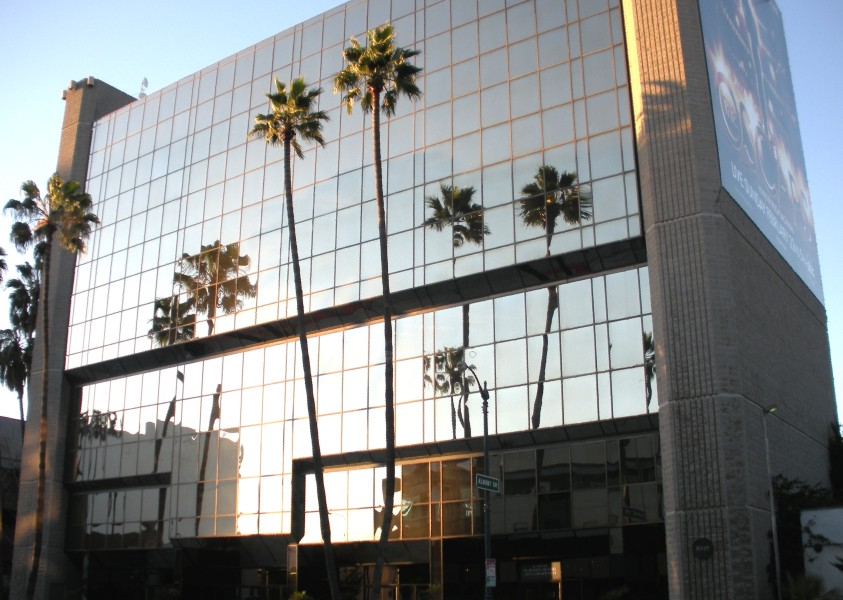
본사 건물

영화 예술 과학 아카데미(영어: Academy of Motion Picture Arts and Sciences, AMPAS, the Academy or the Motion Picture Academy)는 영화 산업에서 예술과 과학의 발전을 도모하기 위해 결성된 미국의 명예 영화인 단체이다. 영화업계 각 부문 출신 영화인들을 회원으로 삼고 있으며 이들로 구성된 이사회로 아카데미의 운영과 정책 전반을 총괄하고 있다. 미국 로스앤젤레스와 베벌리힐스에 본부를 두고 있다.
아카데미 회원으로 속한 영화업계 전문가는 6,000명 이상에 달한다. 대부분 할리우드를 위시로 한 미국 영화업계 종사자들이지만, 회원권 자체는 국적, 거주지에 관계없이 전세계 영화인들을 대상으로 한다. 영화예술과학 아카데미는 매년 아카데미상을 거행하는데 이를 '오스카상' (Oscars)이라고도 부른다. 영화 제작자로 활동하는 대학교 학부, 대학원생을 대상으로 학생 아카데미상을 수여하기도 한다.

## 같이 보기
- 아카데미상